# Darantasia caerulescens
Darantasia caerulescens là một loài bướm đêm thuộc phân họ Arctiinae, họ Erebidae.